# Гдыньский портовый батальон Войск охраны пограничья
Гдыньский портовый батальон Войск охраны пограничья или Гдыньский портовый батальон ВОП (пол. Batalion Portowy WOP Gdynia), по документам в/ч 3052 (пол. JW 3052) — подразделение Войск охраны пограничья Польской Народной Республики.

## Формирование
В июле 1949 года в соответствии с приказом Министерства общественной безопасности № 055/0rg. от 7 июня 1949 года в составе 4-й бригады ВОП на базе 21-го морского пограничного пункта пропуска был сформирован отдельный батальон пограничного контроля в Гдыне по штату 94/2.
В соответствии с приказом Министерства общественной безопасности № 043/0rg. от 3 июня 1950 года он был преобразован в Гдыньский портовый батальон Войск охраны пограничья по штату 094/7. Ему был присвоен номер войсковой части 3052. В последующие годы он перенёс несколько изменений в структуре. В марте 1953 года расформированы роты, место которых заняли пограничные заставы. Летом 1956 года в батальоне были ликвидированы тыловые объединения, и хозяйственные обязанности были переложены непосредственно на 4-ю бригаду.

## Структура
До 1954 года:
- Командование и штаб
  - 1-я рота
  - 2-я рота
  - Портовый батальон
    - Пограничные заставы с 1-й по 4-ю

На 1954 год:
- Общепортовые пограничные заставы с 1-й по 6-ю
- 7-я пограничная застава (контроля движения рыболовецких судов)

## Командиры батальона
- майор Шчепан Хаба (на 1 января 1955)[6]